# فرودگاه صحرایی کریگ (آلاباما)
فرودگاه صحرایی کریگ (آلاباما) (به انگلیسی: Craig Field (Alabama)) یک فرودگاه همگانی بهره‌برداری هوایی با کد یاتا SEM است که یک باند فرود آسفالت و بتن دارد و طول باند آن ۲۴۳۹ متر است. این فرودگاه در شهر سلما، آلاباما کشور ایالات متحده آمریکا قرار دارد و در ارتفاع ۵۱ متری از سطح دریا واقع شده‌است.